# Alepidea longeciliata
Alepidea longeciliata är en flockblommig växtart som beskrevs av Schinz och Dummer. Alepidea longeciliata ingår i släktet Alepidea och familjen flockblommiga växter. Inga underarter finns listade i Catalogue of Life.